# Uraecha yunnana
Uraecha yunnana là một loài bọ cánh cứng trong họ Cerambycidae.